# 阿爾南氏魚
阿爾南氏魚，為輻鰭魚綱水珍魚目小口兔鮭科的其中一種，為深海魚類，分布於印度西太平洋海域，棲息深度0-754公尺，體長可達9.5公分，棲息在中層水域，生活習性不明。